# Frankenförde
Frankenförde ist ein Ortsteil der Gemeinde Nuthe-Urstromtal im Landkreis Teltow-Fläming in Brandenburg.

## Geografische Lage
Die umgebenden Ortsteile, Gemeinde und Städte sind (im Uhrzeigersinn, im Norden beginnend): Nettgendorf und Gottsdorf (Nuthe-Urstromtal), Luckenwalde, Kloster Zinna, Felgentreu (Nuthe-Urstromtal) und Zülichendorf. Die südlichen Teile der Gemarkung sind vorzugsweise bewaldet. Im östlichen Teil befindet sich das Quellgebiet des Pfefferfließes, die südwestlichen Teile werden vom Frankenförder Dorfgraben entwässert. Die nordwestlichen Dorfflächen werden vorzugsweise landwirtschaftlich genutzt und durch den Seltergraben ins Pfefferfließ entwässert. Die höchste Erhebung ist der nördlich gelegene 51,1 m ü. NHN hohe Schinderberg.

## Geschichte und Etymologie

### 13. bis 15. Jahrhundert

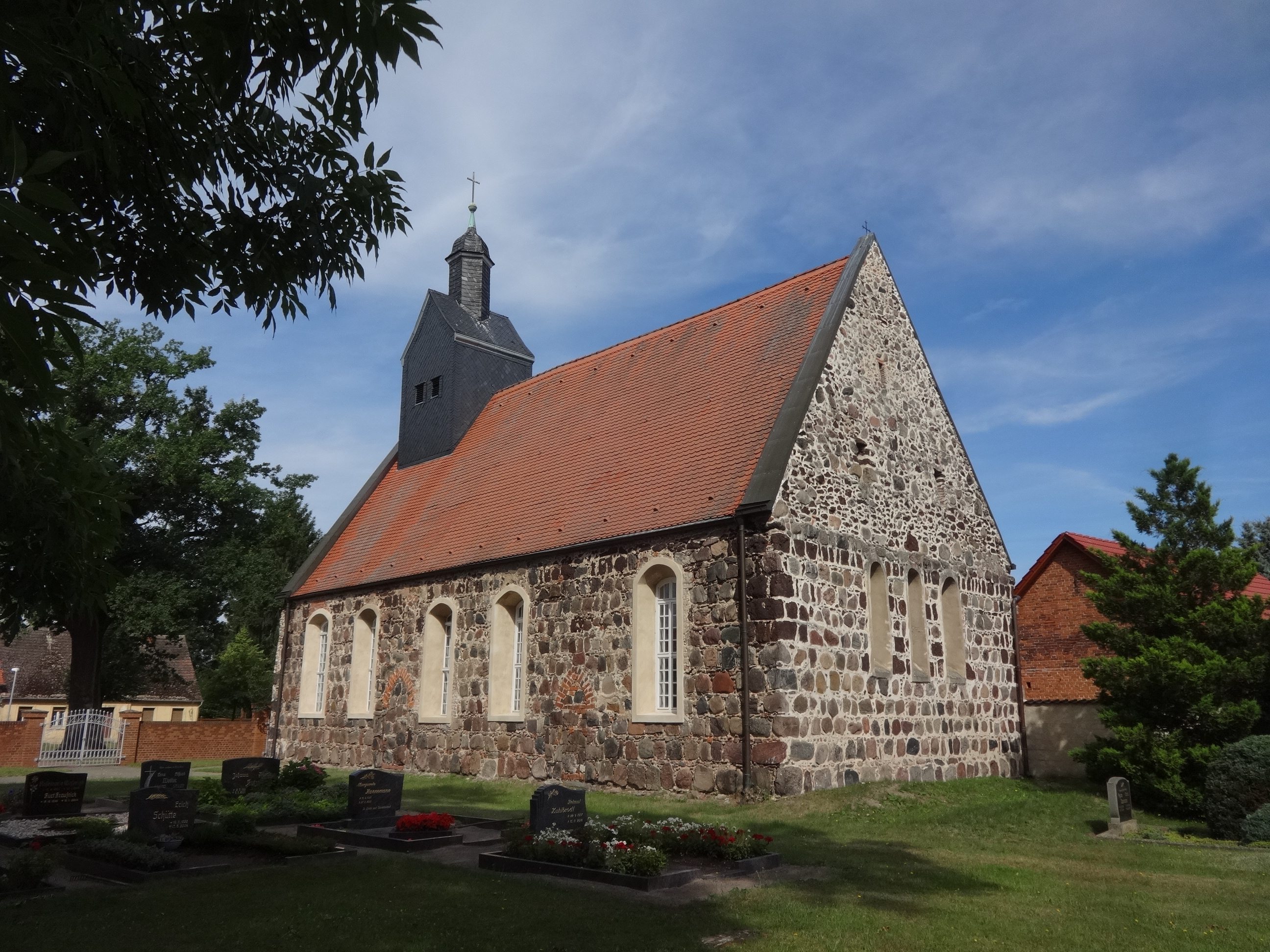
Dorfkirche Frankenförde aus der Zeit um 1300

Der Ort wurde 1285 als Dorf (villa) Frankenforde erstmals urkundlich erwähnt, als er von der Familie von Richow in den Besitz des Klosters Zinna in Jüterbog kam. Der Endung -förde soll so viel wie Furt bedeuten und andeuten, dass Karl der Große im Krieg gegen die Wenden die sumpfigen Gebiete der Region durchquert haben soll. In der Zeit um 1300 entstand eine Feldsteinkirche. Die Bezeichnung wechselte von frankenforde (1420) auf Franckenforde im Jahr 1459 und Franckenfäre im Jahr 1753 zu Frankenförde im Jahr 1755. Im Jahr 1417 kam es zu einem Überfall, bei dem brandenburgische Adelige den Krüger erschlugen und sechs Pferde raubten. Der materielle Schaden belief sich auf 14 Schock böhmischen Groschen. Erst im Jahr 1480 erschien ein Eintrag im Landbuch der Abtei und des Klosters Zinnas über das Dorf. Demzufolge lebten im Dorf der Dorfschulze mit fünf Lehnhufen. Der Vierhufner war auch gleichzeitig der Krüger und bewirtschaftete einen erblichen Acker „unter seinem Pfluge“. Es gab weiterhin sieben Dreihufner, elf Zweifhufner und vier Kossäten. Einer besaß zwei Hufen Land, ein Hof war vom Küster besetzt. Ein anderer Kossät besaß eine Hufe und einen Acker, der als „Horst“ bezeichnet wurde. Der vierte Kossät konnte auf den Kirchacker zugreifen. Dem Pfarrer standen zwei Hufen zur Verfügung. Der Schulze zahlte dem Pfarrer 5 1⁄2 Scheffel Roggen, weitere sechs Scheffel erhielt vom Krüger sowie 4 1⁄2 Scheffel von sechs Dreihufnern und einem Zweihufner. Der Vierhufner zahlte 4 Scheffel Roggen, der Dreihufner und der Zweihufner je 3 1⁄2 Scheffel Roggen. Drei Zweihufner bezahlten 3 Scheffel Roggen, sechs Zweihufner je weitere 2 Scheffel Roggen und der Einhufner 1 1⁄2 Scheffel Roggen.

### 16. Jahrhundert
Im Jahr 1534 zahlten die Bewohner 25 Rheinische Gulden (fl) 14 Groschen (gr) zum 50. Pfenning an Abgaben. An der Struktur änderte sich nur wenig: Der Dorfschulze konnte seinen Besitz auf fünf Lehnhufen ausdehnen. Es gab einen Vierhufner (den Krüger), acht Dreihufner, zwei Zweihufner und vier Kossäten. Mittlerweile war ein Hirtenhaus entstanden; der Pfarrhof war nach wie vor zwei Hufen groß. Nach der Reformation kam das Dorf im Jahr 1553 zum Landesherren bzw. Fiskus, der auch das Kirchenpatronat erhielt. Ausweislich einer Visitation der Kirchen und Klöster im Erzstift Magdeburg im Jahr 1562 besaß der Pfarrer zwar zwei Hufen, diese jedoch nur wenig ertragreich waren. Er erhielt Einnahmen von 3 Wispel 3 Scheffel Roggen und 18 Hühner, der Küster 1 1⁄2 Wispel Roggen, 120 Brote aus drei Dörfern, vier Eier von jedem Hufner und zwei Eier von jedem Kossäten. Die Kirche selbst konnte Erträge aus einer Wiese erzielen. Für das Jahr 1586 weist das Erbbuch des Amtes Zinna eine gesamte Abgabenlast von 11 Taler 12 gr 3 d zum 70. Pfenning aus.

### 17. Jahrhundert
Um 1600 lebten im Dorf laut eines Vortzeichnüß der Ämbter, Clöster, Gerichtsjunkern unnd Dorfer im Erzstift Magdeburg insgesamt 25 Hauswirte. Vor dem Dreißigjährigen Krieg gab es im Dorf ausweislich des Erbbuches des Amtes Zinna aus dem Jahr 1642 im Frieden insgesamt 24 besessene Mann: zwei Lehnleute, 19 Hufner, drei Kossäten, sieben Dreierbhufner, elf Zweierbhufner und vier Gärtner, die in Summe 61 1⁄2 hufen bewirtschafteten. Nach dem Krieg war das Dorf zum Teil abgebrannt, zum Teil wüst. Offenbar waren nur noch zwei Hufner vorhanden, die sich als Tagelöhner verdienten. Der Pfarrer besaß weiterhin zwei Hufen und bekam 3 Wispel Korn; der Küster erhielt 44 Scheffel Korn, 30 Brote und vier Eier von jedem Hauswirt. Ausweislich des Anschlags des Churfürstlichen Brandenburgischen Ambts Zinna incl. Scharfenbrück und Gotto aus dem Jahr 1684 gab es im Dorf 26 Güter. Neben dem Dorfschulzen waren dies 20 Hufner, von denen aber nur 12 dienten (besetzt waren). Es gab einen abgabenbefreiten Hof, drei Kossäten und zwei Häusler. Zwei Jahre später erschien im Catastrum des Luckenwaldischen Creyses eine ausführliche Darstellung der Bewohner einschließlich der Mengen, die sie auf ihren Feldern aussäen konnten. Es gab 13 Hufner, drei Kossäten und zwei Häusler. Der Schulze besaß 5 Hufen, von denen die Hälfte verwachsen war. Dort brachte er 21 Scheffel Aussaat aus und erntete 5 Fuder Heu. Er besaß eine Wohnung mit Garten und Weide sowie das Recht zur Viehzucht und Holzung. Der Vierhufner kam auf 7 1⁄2 Scheffel und 4 Fuder. Er leistete Abgaben aus seinem Nebengewerbe als Krüger. Der Dreieinhalbhufner kam auf 15 Scheffel und 4 Fuder, der Dreihufner auf 10 Scheffel und 4 Fuder. Ein Dreihufner hatte 8 1⁄2 Scheffel Aussaat und 3 Fuder, acht Zweifhufner je zehn Scheffel und 2 Fuder. Ein Kossät mit drei Hufen konnte 7 Scheffel Aussaat ausbringen und 3 Fuder ernten. Ein anderer hatte eine Hufe mit 2 1⁄2 Scheffel und 1 Fuder Heu, ein weiterer 2 Scheffel Aussaat und ebenfalls ein Fuder Heu. Ein Häusler kam auf 3⁄4 Scheffel Aussaat im Garten und 1 Fuder Heu, ein anderer auf 1⁄2 Scheffel, besaß aber keine Wiese. Sieben Bauerngüter mit 14 Hufen lagen wüst, 38 1⁄2 Hufen waren bewohnt.

### 18. Jahrhundert
Der Generalpachtanschlag vom Amt Zinna aus dem Jahr 1727 nannte für Frankenförde den Lehnschulzen, 19 Hufner, drei Kossäten und einen Schmied. Aus dem Folgejahr ist eine Aussaatliste überliefert, nach der 22 Bauern auf 58 Hufen 15 Mg zu 16 Wispel 8 Metzen Aussaat ausbrachten; die vier Kossäten 10 Scheffel 12 Metzen Aussaat. Im Jahr 1738 gab es ausweislich einer Prästationstabelle des Amtes Zinna im Dorf einen Fünfhufner (den Lehnschulzen), einen Vierhufner, einen Dreieinhalbhufner, sieben Dreihufner, elf Zweihufner, drei Kossäten und zwei Büdner (darunter der Schmied), während die Spezifikation der Dörfer und Städte der Kurmark von 1745 lediglich von 21 Hufner, drei Kossäten und drei Büdnern berichtete – gleichzeitig aber auch den Pfarrer aufführte. Im Jahr 1749 lebten auf 59 Hufen 15 Morgen (Mg) insgesamt 22 Vollspänner, vier Kossäten und zwei Häusler. Ein weiterer Generalpachtanschlag des Amtes Zinna aus den Jahren 1749/1755 berichtete von 22 Hufnern, darunter der Fünfhufner (der Lehnschulze), ein Vierhufner, ein Dreieinhalbhufner, acht Dreihufner, elf Zweihufner und ein Halbhufner. Es gab einen Kossäten, zwei Halbkossäten (darunter den Schmied), fünf Büdner (darunter einen Füsilier, ein Musketier und einen Soldaten) sowie ein paar und sechs einzelne Einlieger. Die Familienstandstabellen der Amtsdörfer und Stadt Luckenwalde aus dem Jahr 1772 führt 22 Hufner auf, darunter den Schulzen, außerdem drei Kossäten, sechs Büdner, einen Kuhhirten, einen Pferdehirten, einen Prediger und einen Schulmeister. Im Dorf lebten 31 Männer und 33 Frauen sowie zwei alte Männer und zwei alte Frauen. Es gab 20 Söhne, die älter als 10 Jahre waren; 16 waren jünger. Es gab 24 Töchter, die älter als 10 Jahre waren; 15 waren jünger. Hinzu kamen zehn Knechte und acht Mädge sowie ein Einlieger. Die Historischen Tabellen der Kurmark 1789/1791 führten für das Jahr 1791 für Frankenförde 22 Bauern, drei Kossäten und mittlerweile acht Büdner auf. Es gab sieben Hausleute oder Einlieger und einen Prediger; in Summe wurden 38 Feuerstellen (= Haushalte) betrieben.

### 19. Jahrhundert

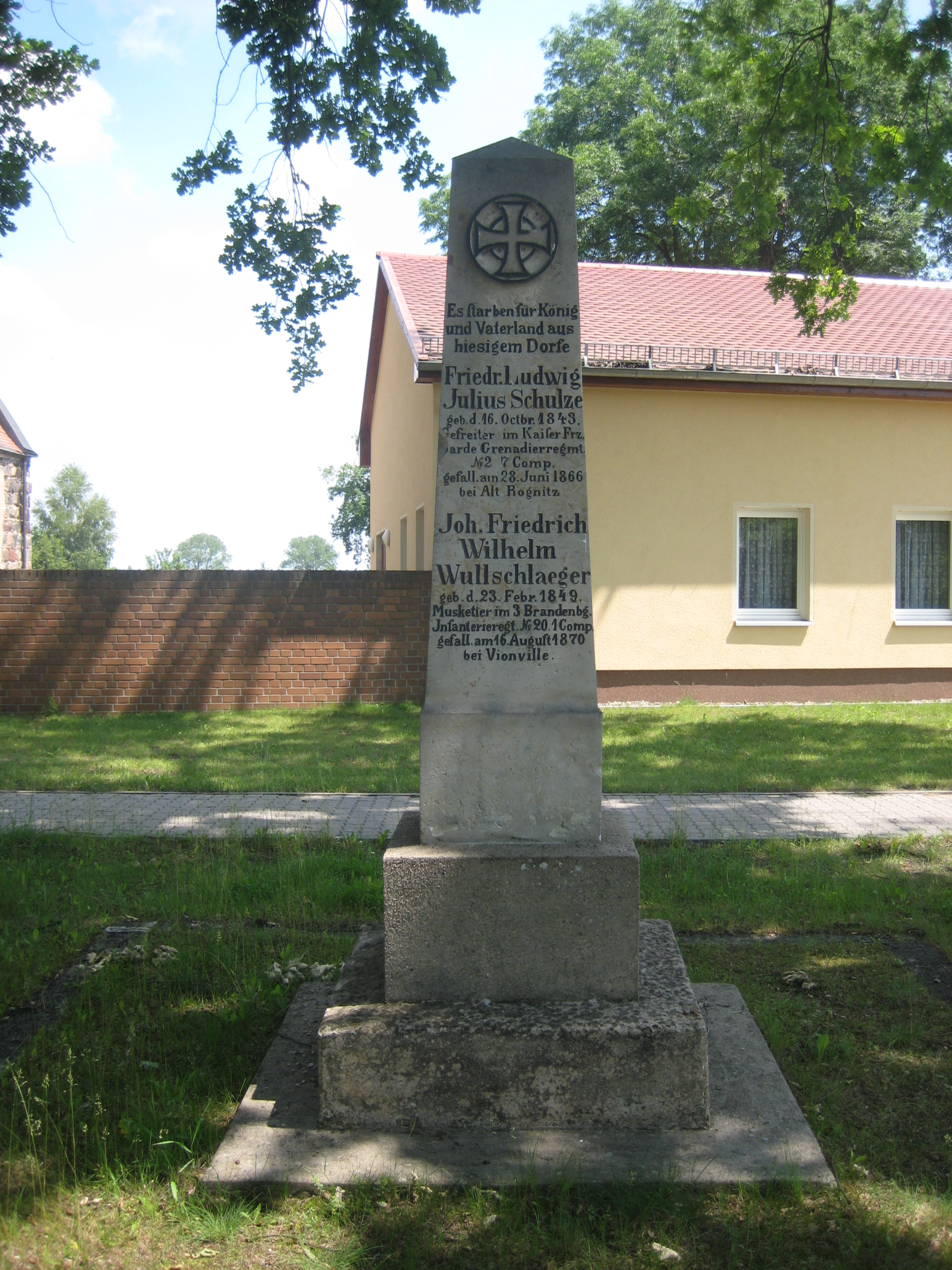
Denkmal für die Gefallenen der Befreiungskriege

Im Jahr 1801 gab es nach Bratring im Dorf den Lehnschulzen, 21 Ganzbauern, drei Ganzkossäten, drei Büdner und zwei Einlieger. Es gab eine Schmiede und einen Krug; die Bewohner schlugen 600 Mg Holz und betrieben auf 56 Hufen insgesamt 37 Feuerstellen. Bis 1813 waren ein Predigerhaus, ein Schul- und Küsterhaus sowie drei Hirtenhäuser entstanden. Eine Statistik aus dem Jahr 1818 berichtete von einem Gast- und Schankwirt, einem Schlächter und einem Schmied. Im Laufe der Jahre siedelten sich weitere Gewerke an. Im Jahr 1837 gab es einen Grobschmiedemeister, drei Webstühle (als Nebenbeschäftigung) sowie je elf männliche und weibliche Dienstboten sowie 40 Wohnhäuser. Die Webstühle erschienen weiterhin in einer Statistik aus dem Jahr 1840, ebenso der Schlächter und der Schmied. Das Ortschaftsverzeichnis von 1858 führte für Frankenförde sechs öffentliche, 41 Wohn- und 108 Wirtschaftsgebäude auf, darunter eine Getreidemühle, die in einem Abbau stand. Das Dorf war 3303 Mg groß, darunter 11 Mg Gehöfte, 35 Mg Gartenland, 2432 Mg Acker, 199 Mg Wiese, 250 Mg Weide und 371 Mg Wald.

### 20. Jahrhundert

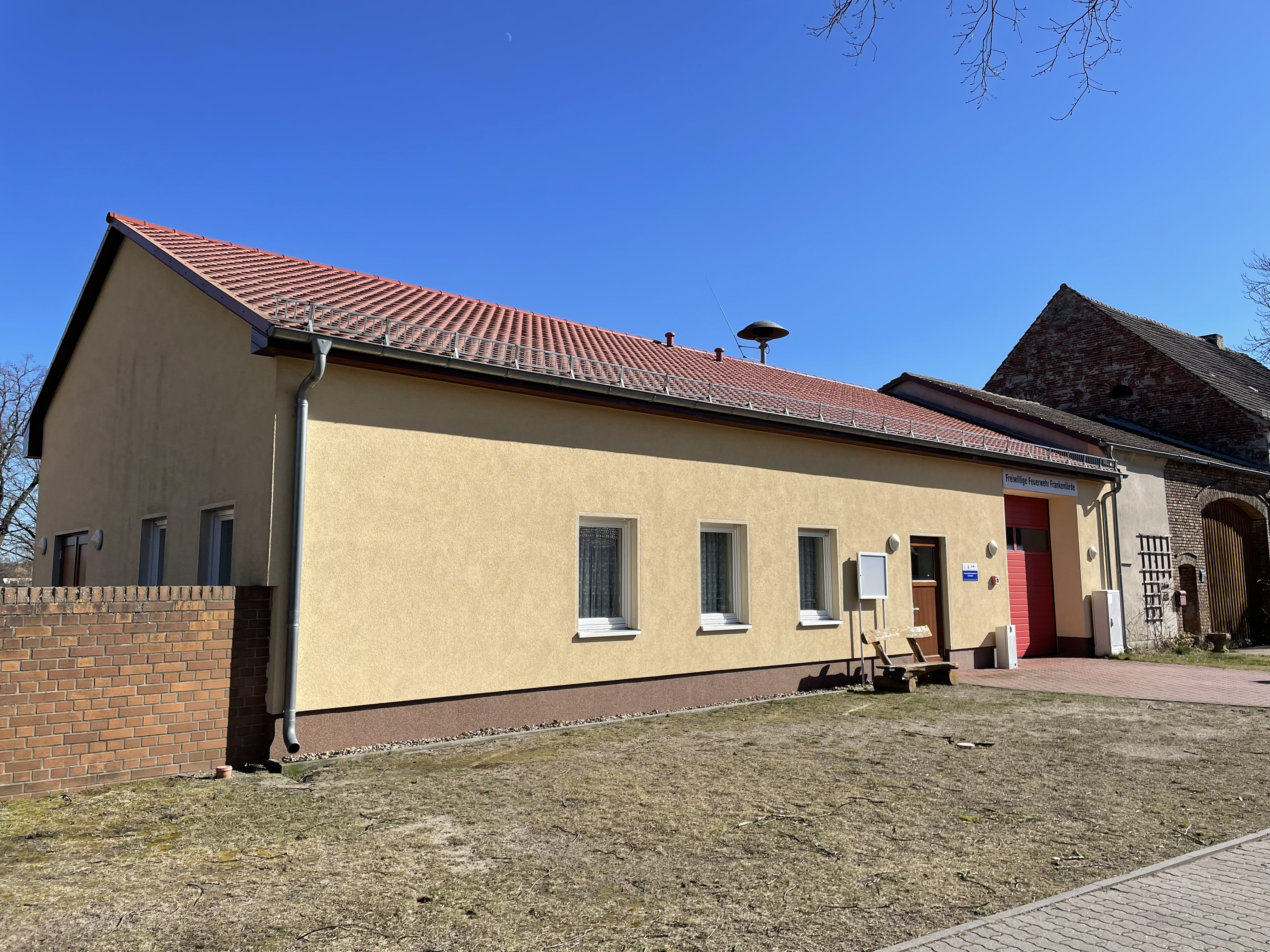
Gebäude der Freiwilligen Feuerwehr

Aus einem Viehstands- und Obstbaumlexikon ist bekannt, dass im Jahr 1900 im Dorf 54 Häuser standen. Es gab zwei Altsitzer, einen Auszügler, einen Büdner, zwei Halbhufner, einen Halbkossäten und 19 Hufner. Hinzu kamen ein Hufner und Gemeindevorsteher, ein Knecht, ein Kossät, ein Lehrer, ein Pfarrer, ein Stammgutsbesitzer sowie ein Stammgutsbesitzer und Materialwarenhändler. Aus dem Gutsbezirk Zinna Forst kamen im Jahr 1929 Teile zur Gemarkung hinzu. Frankenförde wurde 1931 Landgemeinde mit dem Wohnplatz Forsthaus Schwemm. Das Gemeindelexikon aus dem Jahr 1932 führt für das Jahr 1931 mittlerweile 57 Wohnhäuser mit 67 Haushaltungen an. Im Jahr 1939 gab es im Dorf zwölf land- und forstwirtschaftliche Betriebe zwischen 20 und 100 Hektar (ha), neun zwischen 10 und 20 ha, 14 zwischen 5 und 10 ha sowie 9 zwischen 0,5 und 5 ha.
Nach dem Zweiten Weltkrieg wurden im Rahmen der Bodenreform 482,2 ha enteignet: 172 ha Acker, 2,7 ha Gärten, 67,9 ha Weide, 229,5 ha Wald, 1,2 ha Hofräume sowie 8,4 ha Wege und Ödland. Hiervon gingen 77,7 ha an sieben landlose Bauern und Landarbeiter, 289 ha auf 46 landarme Bauern, 115,6 ha an neun Umsiedler sowie ein Hektar an zwei nichtlandwirtschaftliche Arbeiter und Angestellte. Weitere 10,1 ha erhielt das Land Brandenburg, neun Hektar die Gemeinde und 72,2 ha der Bodenfonds. Im Jahr 1955 gründete sich eine LPG vom Typ I mit zunächst 17 Mitgliedern und 120 Hektar landwirtschaftlicher Nutzfläche. Sie ging drei Jahre später in eine LPG Typ III über und besaß 1961 insgesamt 59 Mitglieder und 284 ha Hektar Fläche. Zehn Jahre später vereinigte sie sich mit der LPG Typ III Gottsdorf. Im Jahr 1964 wurde Gottsdorf eingemeindet und war dort bis 1985 Ortsteil. Weitere Zusammenschlüsse der LPG erfolgten mit der LPG Typ III Zülichendorf sowie der LPG Typ III Felgentreu. Im Jahr 1979 erfolgte der Anschluss von Kemnitz; außerdem gab es im Dorf die LPG Industrielle Schweinezucht Frankenförde unter Anschluss der Mastläuferanlage Kemnitz. Im Jahr 1983 gab es im Dorf die Revierförsterei Kemnitz, Frankenförde sowie die ZGE Industrielle Schweinezucht. Frankenförde wurde am 6. Dezember 1993 in die neue Gemeinde Nuthe-Urstromtal eingegliedert.

## Bevölkerungsentwicklung
| Jahr      | 1772 | 1791 | 1801 | 1817 | 1837 | 1858 | 1871 | 1885 | 1895 | 1905 | 1925 | 1939  | 1946 | 1964 | 1971 | 1981 |
| Einwohner | 175  | 204  | 221  | 227  | 265  | 295  | 314  | 301  | 281  | 267  | 275  | k. A. | 374  | 242  | 227  | 306  |

## Sehenswürdigkeiten
- Die Dorfkirche Frankenförde ist eine Feldsteinkirche aus der Zeit um 1300. In ihrem Inneren befinden sich ein Kanzelaltar aus dem 18. Jahrhundert und eine Empore aus der Zeit um 1700.
- Durch den Ort führt der Lange Feldweg, ein rund 21,4 km langer Wanderweg und Teil des FlämingWalks.

## Wirtschaft, Politik und Infrastruktur
Neben der Gemeindeverwaltung existieren eine Agrargenossenschaft, eine Nerzfarm, eine Fahrschule, ein Spargelhof, eine Landfleischerei, mehrere Handwerker und Kleingewerbetreibende sowie Anbieter von Unterkünften für Touristen.
Die Ortsvorsteherin ist Liana Thieme.
Die Kreisstraße 7218 führt in West-Ost-Richtung von Felgentreu auf die Landstraße 80 und von dort weiter nach Luckenwalde. Über die Straße Zum Pfefferfließ besteht in den Norden eine Anbindung nach Gottsdorf und über die Zülichendorfer Landstraße nach Nordosten in Richtung Zülichendorf. und Die Verkehrsgesellschaft Teltow-Fläming bindet den Ortsteil mit der Linie 755 nach Luckenwalde und Kemnitz an.